# Спрингфийлд (Тенеси)
Спрингфийлд (на английски: Springfield) е град в източната част на Съединените американски щати, административен център на окръг Робъртсън в щата Тенеси. Населението му е около 19 000 души (2020).
Разположен е на 203 метра надморска височина на Вътрешното плато, на 37 километра северно от Нашвил и на 43 километра източно от Кларксвил. Селището е основано през 1798 година и е търговски център на район с активно земеделие, главно производство на тютюн.

## Известни личности
Починали в Спрингфийлд
- Бил Мънроу (1911 – 1996), музикант